# Ushio e Tora
Ushio e Tora (うしおととら?, Ushio to Tora) è un manga di genere avventura scritto e illustrato da Kazuhiro Fujita e pubblicato dal 1990 al 1996. Ha avuto diverse trasposizioni televisive e per original anime video.

## Trama

Ushio nel primo episodio degli OAV

Il giovane Ushio Aotsuki abita con il padre Shigure, un monaco della confessione kouhamei, in un piccolo tempio buddista. Un giorno, mentre riordina il magazzino del tempio, cade in una botola nel pavimento e si ritrova in un vecchio sotterraneo dove incontra, inchiodato a un muro da una lancia sacra, un demone che ricorda vagamente una gigantesca tigre. Il demone ordina a Ushio di togliere la lancia così da poter essere di nuovo libero dopo 500 anni e di poter tornare a seminare terrore tra gli umani, nonché divorare lo stesso Ushio. Ushio lo lascia imprigionato e blocca il sotterraneo, ma l'aura satura della malvagità di Tora ("tigre" in giapponese) si è sprigionata ed ha attirato nelle vicinanze del tempio molti demoni e mostri. Ushio libera Tora dalla lancia, in cambio della completa eliminazione dei demoni che infestano il tempio, ma una volta liberato, Tora cerca di ucciderlo: Ushio si trasforma in un abile e potente samurai grazie al potere della lancia, un guerriero capace di tenere a bada Tora e di sconfiggere, con il suo riluttante aiuto, mostri e demoni. Si scopre in seguito che questa lancia è un preziosissimo e potentissimo artefatto chiamato la "lancia della bestia", un oggetto che legherà sia Ushio sia Tora a un pericoloso compito.

## Personaggi
Ushio Aotsuki (蒼月 潮?, Aotsuki Ushio)
Doppiato da: Nozomu Sasaki (OAV), Tasuku Hatanaka (serie TV), Kazumi Togashi (serie TV, da bambino) (ed. giapponese), Luca Sandri (OAV), ? (OAV, da bambino), Alessandro Germano (serie TV), Martina Tamburello (serie TV, da bambino) (ed. italiana)
Protagonista umano del manga e dell'anime. Attuale detentore della Lancia della Bestia. Figlio di due monaci della setta Kohamei. A prima vista appare come un ragazzino ingenuo e rozzo ma in realtà possiede un animo coraggioso, indomabile e generoso.
Tora (とら?)
Doppiato da: Chikao Ōtsuka (OAV), Rikiya Koyama (serie TV) (ed. giapponese), Maurizio Trombini (OAV), Luca Ghignone (serie TV) (ed. italiana)
Coprotagonista demone del manga e dell'anime, costui è una bestia definita "l'entità del fuoco e del fulmine". Negli ultimi episodi della storia si scopre che il suo destino è legato inestricabilmente sia alla lancia sia al mostro definitivo. Un tempo, Tora era un guerriero umano di nome Shagaksha, il cui odio accumulato produsse Hakumen no Mono. Fu il primo a impugnare la Lancia della Bestia (quest'ultima trasformò lui e i suoi successori, Ushio escluso, in Yōkai simili a bestie definiti Azafuse).
Shigure Aotsuki (蒼月 紫暮?, Aotsuki Shigure)
Doppiato da: Takeshi Aono (OAV), Keiji Fujiwara (serie TV) (ed. giapponese), Carlo Bonomi (OAV), Oliviero Corbetta (serie TV) (ed. italiana)
È il padre di Ushio. All'apparenza un imbecille. In realtà è un cacciatore di mostri esperto e potente, appartenente a una setta segreta di cacciatori di mostri, che custodiscono la lancia della bestia in attesa di trovare qualcuno in grado di adoperarla.
Hyō (鏢?, Hyō)
Doppiato da: Norio Wakamoto (OAV), Daisuke Namikawa (serie TV) (ed. giapponese), Natale Ciravolo (OAV), Maurizio Merluzzo (serie TV) (ed. italiana)
Cacciatore di mostri. Di origine cinese, la sua famiglia è stata sterminata e divorata da un mostro simile a Tora. Da allora è divenuto un cacciatore di mostri. Usa pugnali cinesi, funi rituali e la magia delle etichette. Uno dei suoi occhi è uno spirito.
Raishin (雷信?, Raishin)
Doppiato da: Shō Hayami (OAV), Shin'ichirō Miki (serie TV) (ed. giapponese), Claudio Beccari (OAV), Matteo De Mojana (serie TV) (ed. italiana)
Kagari (雷信?, Kagari)
Doppiata da: Hiromi Tsuru (OAV), Risa Shimizu (serie TV) (ed. giapponese), Elda Olivieri (OAV), Beatrice Caggiula (serie TV) (ed. italiana)
Juro (十郎?, Jūrō)
Doppiato da: Kazuki Yao (OAV), Yūki Kaji (serie TV) (ed. giapponese), Marcello Cortese (OAV), Mose Singh (serie TV) (ed. italiana)
Asako Nakamura (中村 麻子?, Nakamura Asako)
Doppiata da: Yuri Amano (OAV), Mikako Komatsu (serie TV) (ed. giapponese), ? (OAV), Federica Simonelli (serie TV) (ed. italiana)
Mayuko Inoue (井上 真由子?, Inoue Mayuko)
Doppiata da: Yumi Tōma (OAV), Yasuno Kiyono (serie TV) (ed. giapponese), ? (OAV), Erica Laiolo (serie TV) (ed. italiana)
Reiko Hanyu (羽生 礼子?, Hanyū Reiko)
Doppiata da: Yui Makino (ed. giapponese), Giorgia Carnevale (ed. italiana)
Yu Hiyama (檜山 勇?, Hiyama Yū)
Doppiata da: Aki Toyosaki (ed. giapponese), Giada Bonanomi (ed. italiana)
Saya Takatori (鷹取 小夜?, Takatori Saya)
Doppiata da: Yuka Nanri (ed. giapponese), Giulia Maniglio (ed. italiana)
Jie Mei (ジエメイ（決眉)?, Jie Mei)
Doppiata da: Kana Hanazawa (ed. giapponese), Martina Felli (ed. italiana)
Giryo (ギリョウ?)
Doppiato da: Mamoru Miyano (ed. giapponese), Alessandro Pili (ed. italiana)
Kenichi Masaki (間崎賢一?, Masaki Ken'ichi)
Doppiato da: Yuichi Nakamura (ed. giapponese), Loris Bondesan (ed. italiana)
Kyoji Atsuzawa (厚沢 恭治?, Atsuzawa Kyōji)
Doppiato da: Masaki Terasoma (ed. giapponese), Marco Balzarotti (ed. italiana)
Mikado Hizaki (日崎 御角?, Hizaki Mikado)
Doppiata da: Wakana Yamazaki (OAV), Fumiko Orikasa (serie TV) (ed. giapponese), Adele Pellegatta (OAV), Lorella De Luca (serie TV) (ed. italiana)
Sumako Aotsuki (蒼月 須磨子?, Aotsuki Sumako)
Doppiata da: Maaya Sakamoto (ed. giapponese), Marcella Silvestri (ed. italiana)
Hakumen no mono (白面の者?)
Doppiato da: Megumi Hayashibara (ed. giapponese), Valentina Pollani (ed. italiana)
È l'antagonista principale della serie. Un enorme demone bianco mutaforma che possiede 9 code, porta morte e distruzione ovunque egli vada, nutrendosi del terrore che umani e mostri provano verso di lui per rafforzarsi. Verso la fine della storia si scoprirà che inizialmente era solo un'entità oscura, priva di un corpo fisico, la quale per crearlo ha sfruttato l'odio dell'umano Shagaksha, crescendo dentro di lui fin dalla nascita.

## Media

### Manga
In Italia la serie manga è stata pubblicata da Granata Press tra il luglio 1994 e l'agosto 1995 sulla collana Z compact, salvo poi essere interrotta la pubblicazione per la chiusura della casa editrice. La serie è stata poi ripresa dalla Star Comics a partire dal n. 33 della collana Techno ripartendo da dove si era interrotta la precedente serie della Granata Press. Le due pubblicazioni si differenziano per le dimensioni del manga. Una volta conclusa la serie e pubblicato lo speciale, i primi numeri della serie sono stati riproposti sulla testata Turn Over. Nel 2016 sempre la Star Comics ha avviato la pubblicazione di una nuova edizione del manga, una Perfect Edition con pagine a colori e altri contenuti non presenti nelle precedenti versioni italiane, e che si è conclusa con il ventesimo volume.

### Anime
Una serie OAV di 10 episodi, prodotta da Toho e animata presso lo studio Pastel, è stata prodotta tra il 1992 e il 1993. Un singolo OAV in stile super-deformed è stato prodotto nel 1993. Una serie televisiva di 39 episodi, suddiviso in tre stagioni, è stata trasmesso da luglio 2015 a giugno 2016.

#### Serie OAV (1992)
Un adattamento a serie OAV è stato prodotto da Toho e animato dallo studio Pastel, per un totale di 10 episodi pubblicati. Gli episodi sono stati pubblicati dall'11 settembre 1992 al 1º agosto 1993 (più una serie di 3 corti parodistici intitolata Ushio e Tora Comical Deformed Theatre, pubblicati come unico episodio OAV), usciti anche sul mercato italiano ad opera della Yamato Video e trasmessi su 7 Gold dal 24 al 28 dicembre 2007 e dal 31 dicembre 2007 al 4 gennaio 2008.
| Nº                                                 | Titolo italiano Giapponese 「Kanji」 - Rōmaji                                              | Prima edizione    | Prima edizione                     |
| Nº                                                 | Titolo italiano Giapponese 「Kanji」 - Rōmaji                                              | Giapponese        | Italiano (trasmissione televisiva) |
| 1                                                  | L'incontro tra Ushio e Tora 「うしお とらとであうの縁」 - Ushio Tora to Deau no En         | 11 settembre 1992 | 24 dicembre 2007                   |
| 2                                                  | Mangiapietra, la mostruosa scolopendra 「石喰い・百足変化」 - Ishikui, Mukade Henge        | 1º novembre 1992  | 25 dicembre 2007                   |
| 3                                                  | Hyo l’esorcista 「符咒師」 - Fujushi Hyou                                                  | 1º dicembre 1992  | 26 dicembre 2007                   |
| 4                                                  | Ruote in corsa 「転輪疾走」 - Tenrin Shissou                                               | 22 dicembre 1992  | 27 dicembre 2007                   |
| 5                                                  | Gamin 「餓眠様〜とら街へ行く（前編）」 - Gamin-sama - Tora Machi e Iku (Zenpen)            | 1º febbraio 1993  | 28 dicembre 2007                   |
| 6                                                  | Tora va in città 「餓眠様〜とら街へ行く（後編）」 - Gamin-sama - Tora Machi e Iku (Kouhen) | 1º febbraio 1993  | 31 dicembre 2007                   |
| 7                                                  | Nel mare di Ayakashi (prima parte) 「あやかしの海（前編）」 - Ayakashi no Umi (Zenpen)     | 11 giugno 1993    | 1º gennaio 2008                    |
| 8                                                  | Nel mare di Ayakashi (seconda parte) 「あやかしの海（後編）」 - Ayakashi no Umi (Kouhen)   | 1º luglio 1993    | 2 gennaio 2008                     |
| 9                                                  | Folle vento (prima parte) 「風狂い（前編）」 - Kaze Gurui (Zenpen)                         | 1º agosto 1993    | 3 gennaio 2008                     |
| 10                                                 | Folle vento (seconda parte) 「風狂い（後編）」 - Kaze Gurui (Kouhen)                       | 1º agosto 1993    | 4 gennaio 2008                     |
| Ushio e Tora Comical Deformed Theatre (1 episodio) |                                                                                            |                   |                                    |
| 1                                                  | Leccasudicio 「アカナメ」Tora e il gattino 「とらと子猫」Idaten 「韋駄天」                 | 1º ottobre 1993   | -                                  |

#### Serie televisiva anime (2015-2016)
Il nuovo adattamento animato, prodotto da MAPPA e Studio VOLN, è una serie televisiva che è andata in onda dal 3 luglio 2015 al 24 giugno 2016 su Tokyo MXTV, per la regia generale di Satoshi Nishimura, e che si compone di tre stagioni di 13 episodi ciascuna, per un totale di 39 episodi. La composizione della serie è affidata a Toshiki Inoue e all'autore originale Kazuhiro Fujita. Questa serie riprende tutta la storia del manga tuttavia, visto il non alto numero di episodi rispetto all'elevato numero di volumi del manga, esclude diverse parti dell’opera originale per questioni di tempo, focalizzandosi su quelle più salienti.
In Italia è stata pubblicata su YouTube in simulcast sempre da Yamato Video e trasmessa anche sul canale satellitare Man-ga in lingua giapponese con sottotitoli in italiano. È stata distribuita doppiata in italiano dal 14 luglio 2023 al 5 aprile 2024 sul canale Anime Generation di Prime Video.
| Nº | Titolo italiano Giapponese 「Kanji」 - Rōmaji                                                                         | In onda           | In onda           |
| Nº | Titolo italiano Giapponese 「Kanji」 - Rōmaji                                                                         | Giapponese        | Italiano          |
| 1  | Ushio e Tora e l'incontro predestinato 「うしおとらとであうの縁」 - Ushio Tora to deau no en                          | 3 luglio 2015     | 14 luglio 2023    |
| 2  | Il divora -pietra 「石喰い」 - Ishikui                                                                                | 10 luglio 2015    | 21 luglio 2023    |
| 3  | L'oni che risiede nel dipinto 「絵に棲む鬼」 - E ni sumu oni                                                          | 17 luglio 2015    | 28 luglio 2023    |
| 4  | Tora va in città 「とら街へゆく」 - Tora machi e yuku                                                                 | 24 luglio 2015    | 4 agosto 2023     |
| 5  | Hyo, il maestro di sigilli 「符咒師 鏢」 - Fujushi Hyō                                                                | 31 luglio 2015    | 11 agosto 2023    |
| 6  | Il Mare dello spettro 「あやかしの海」 - Ayakashi no umi                                                              | 7 agosto 2015     | 18 agosto 2023    |
| 7  | Leggenda 「伝承」 - Denshō                                                                                            | 14 agosto 2015    | 25 agosto 2023    |
| 8  | Quello è in cielo 「ヤツは空にいる」 - Yatsu wa sora ni iru                                                           | 21 agosto 2015    | 1º settembre 2023 |
| 9  | Vento folle 「風狂い」 - Kaze kurui                                                                                   | 28 agosto 2015    | 8 settembre 2023  |
| 10 | La casa della bambina 「童のいる家」 - Kappa no iru ie                                                                | 4 settembre 2015  | 15 settembre 2023 |
| 11 | Lo specchio da un solo colpo 「一撃の鏡」 - Ichigeki no kagami                                                        | 11 settembre 2015 | 22 settembre 2023 |
| 12 | Gli yokai di Toono sul piede di guerra - 1ª parte 「遠野妖怪戦道行～其の壱～」 - Tōno Yōkai-sen Michiyuki ~Sono Ichi~ | 18 settembre 2015 | 29 settembre 2023 |
| 13 | Gli yokai di Toono sul piede di guerra - 2ª parte 「遠野妖怪戦道行～其の弐～」 - Tōno Yōkai-sen Michiyuki ~Sono Ni~   | 25 settembre 2015 | 6 ottobre 2023    |
| 14 | L'inseguimento degli Hiyo - I prescelti 「婢妖追跡～伝承者」 - Hiyō Tsuiseki ~ Denshōsha                              | 2 ottobre 2015    | 13 ottobre 2023   |
| 15 | Crocevia di inseguimenti - I prescelti 「追撃の交差～伝承者」 - Tsuigeki no Kōsa ~ Denshōsha                          | 9 ottobre 2015    | 20 ottobre 2023   |
| 16 | Metamorfosi 「変貌」 - Henbō                                                                                          | 16 ottobre 2015   | 27 ottobre 2023   |
| 17 | Verso Kamuikotan 「カムイコタンへ」 - Kamui Kotan e                                                                   | 23 ottobre 2015   | 3 novembre 2023   |
| 18 | Rinascita ~ E subito dopo... 「復活～そしてついに」 - Fukkatsu ~ Soshite Tsui ni                                      | 30 ottobre 2015   | 10 novembre 2023  |
| 19 | Il mostro che inverte il tempo 「時逆の妖」 - Tokisaka no Ayakashi                                                    | 6 novembre 2015   | 17 novembre 2023  |
| 20 | Mostro, riportaci a casa 「妖、帰還す」 - Ayakashi, Kikaesu                                                           | 13 novembre 2015  | 24 novembre 2023  |
| 21 | Il quarto, Kirio 「四人目のキリオ」 - Yoninme no Kirio                                                                | 20 novembre 2015  | 1º dicembre 2023  |
| 22 | Incitamento - Distruggere la Lancia della Bestia 「激召～獣の槍破壊のこと」 - Gekishū: Kemono no yari hakai no koto   | 27 novembre 2015  | 8 dicembre 2023   |
| 23 | Solitudine eterna 「永劫の孤独」 - Eigō no kodoku                                                                     | 4 dicembre 2015   | 15 dicembre 2023  |
| 24 | Gli sciocchi si riuniscono a banchetto 「愚か者は宴に集う」 - Orokamono wa utage ni tsudou                            | 11 dicembre 2015  | 22 dicembre 2023  |
| 25 | Organizzazione H.A.M.M.R. 「H・A・M・M・R～ハマー機関～」 - H A M M R ~ hamā kikan ~                                  | 18 dicembre 2015  | 29 dicembre 2023  |
| 26 | Tatari Breaker 「TATARI BREAKER」 - TATARI BREAKER                                                                    | 25 dicembre 2015  | 5 gennaio 2024    |
| 27 | Soffia il vento 「風が吹く」 - Kazegafuku                                                                             | 1º aprile 2016    | 12 gennaio 2024   |
| 28 | Non mi sfuggirà 「もうこぼさない」                                                                                    | 8 aprile 2016     | 19 gennaio 2024   |
| 29 | La notte della Luna crescente 「三日月の夜」 - Mō kobosanai                                                           | 15 aprile 2016    | 26 gennaio 2024   |
| 30 | Viaggio senza ritorno 「不帰の旅」 - Fuki no tabi                                                                     | 22 aprile 2016    | 2 febbraio 2024   |
| 31 | Verso il mare caotico 「混沌の海へ」 - Konton no umi e                                                                | 29 aprile 2016    | 9 febbraio 2024   |
| 32 | Mamma 「母」 - Haha                                                                                                   | 6 maggio 2016     | 16 febbraio 2024  |
| 33 | La distruzione della Lancia della Bestia 「獣の槍破壊」 - Kemono no yari hakai                                        | 13 maggio 2016    | 23 febbraio 2024  |
| 34 | Tora 「とら」 - Tora                                                                                                  | 20 maggio 2016    | 1º marzo 2024     |
| 35 | Speranza 「希望」 - Kibō                                                                                              | 27 maggio 2016    | 8 marzo 2024      |
| 36 | Verso la notte promessa 「約束の夜へ」 - Yakusoku no yoru e                                                           | 3 giugno 2016     | 15 marzo 2024     |
| 37 | L'offesa più forte 「最強の悪態」 - Saikyō no akutai                                                                  | 10 giugno 2016    | 22 marzo 2024     |
| 38 | L'ultimo scacco 「最終局面」 - Saishū kyokumen                                                                        | 17 giugno 2016    | 29 marzo 2024     |
| 39 | Il destino di Ushio e Tora 「うしおととらの縁」 - Ushio to Tora no en                                                 | 24 giugno 2016    | 5 aprile 2024     |

### Videogiochi
Dalla serie sono stati tratti due videogiochi.
Il primo è un videogioco d'azione intitolato Ushio to Tora, sviluppato da Yutaka e pubblicato da Pixel il 25 gennaio 1993 per Super Nintendo.
Il secondo invece è un videogioco di ruolo alla giapponese chiamato Ushio to Tora: Shin'en no daiyō, sviluppato e pubblicato dai medesimi editori del precedente il 9 luglio 1993 per NES.
Inoltre Ushio Aotsuki compare come personaggio giocabile nel picchiaduro crossover Sunday vs Magazine: Shūketsu! Chōjō daikessen il 26 marzo 2009 per PlayStation Portable.

## Accoglienza
Nel 1992 Ushio e Tora vinse il premio Shogakukan per i manga nella categoria shōnen. Nel sondaggio Manga Sōsenkyo 2021 indetto da TV Asahi, 150 000 persone hanno votato la loro top 100 delle serie manga e Ushio e Tora si è classificata al 48º posto.